# Salon international des articles de sport et de la mode sportive
Pour les articles homonymes, voir ISPO.
Le Salon international des articles de sport et de la mode sportive (allemand : Internationale Fachmesse für Sportartikel und Sportmode) plus connu sous l'acronyme ISPO, est le plus grand salon annuel consacré aux articles de sport et à la mode sportive, notamment les sports de pleine nature (outdoor). Il est organisé depuis 1970 chaque année à Munich (Allemagne). 
Le salon est souvent qualifié de « plus grand salon des sports outdoor » ou bien surnommé « salon international de Munich ».
IPSO est devenu plus récemment une marque, sous le nom de laquelle sont organisés quelques autres salons internationaux consacrés à l'industrie du sport, par exemple : ISPO Bike, ISPO Beijing, ISPO Jobs et ISPO Connect.